# Gemma Craven
Rita Gemma Craven (Dublino, 1º giugno 1950) è un'attrice e cantante irlandese, attiva in campo teatrale, televisivo e cinematografico.

## Biografia
Ha recitato in diversi musical, tra cui Side by Side By Sondheim, L'opera da tre soldi, Song and Dance, South Pacific, La bella e la bestia e Taboo. Per la sua performance in They're Playing Our Song ha vinto il Laurence Olivier Award alla migliore attrice in un musical.
È stata sposata con l'attore Frazer Hines dal 1981 al 1984 e con il finanziere David Beamish dal 1990 al 1996.

## Filmografia parziale
- La scarpetta e la rosa (The Slipper and the Rose - The Story of Cinderella), regia di Bryan Forbes (1976)
- The Mystery of Edwin Drood, regia di Timothy Forder (1993)
- The Clinic - serie TV, 28 episodi (2006-2008)
- L'ispettore Barnaby (Midsomer Murders) - serie TV, episodio 11x02 (2008)